# David Checa
David Checa Carrera, né le 20 avril 1980 à Sant Fruitós de Bages dans la province de Barcelone, est un pilote de vitesse moto  et d'endurance. Il est sacré quatre fois champion du monde d'endurance entre 2004 et 2019. Il a un grand frère, Carlos, également pilote moto.

## Biographie
David Checa débute en Grand Prix 250 grâce à l’aura de son frère Carlos Checa. Il a commencé la compétition en 1996, en participant à des courses du championnat du monde de Superbike et de championnat du monde de Supersport. Lors de sa participation en motoGP entre 2000 et 2002, son meilleur résultat fut une position de 13e au classement général.

### Championnat du monde d'endurance
Par la suite, David Checa se lance dans le Championnat du monde d'endurance moto, il rejoint le Team GMT94 en remplacement de Christophe Guyot, blessé à une vertèbre en juillet 2003. Il gagne sa première course avec la Yamaha 94, lors des 24 heures d’Oschersleben en août 2003. Depuis, David Checa a cumulé les titres et les victoires avec l’équipe de Christophe Guyot. Vainqueur des 24 H du Mans 2005 du Bol d’Or 2007 il a été champion du monde d’endurance 2004 aux côtés de William Costes, de Sébastien Gimbert et de Christophe Guyot.

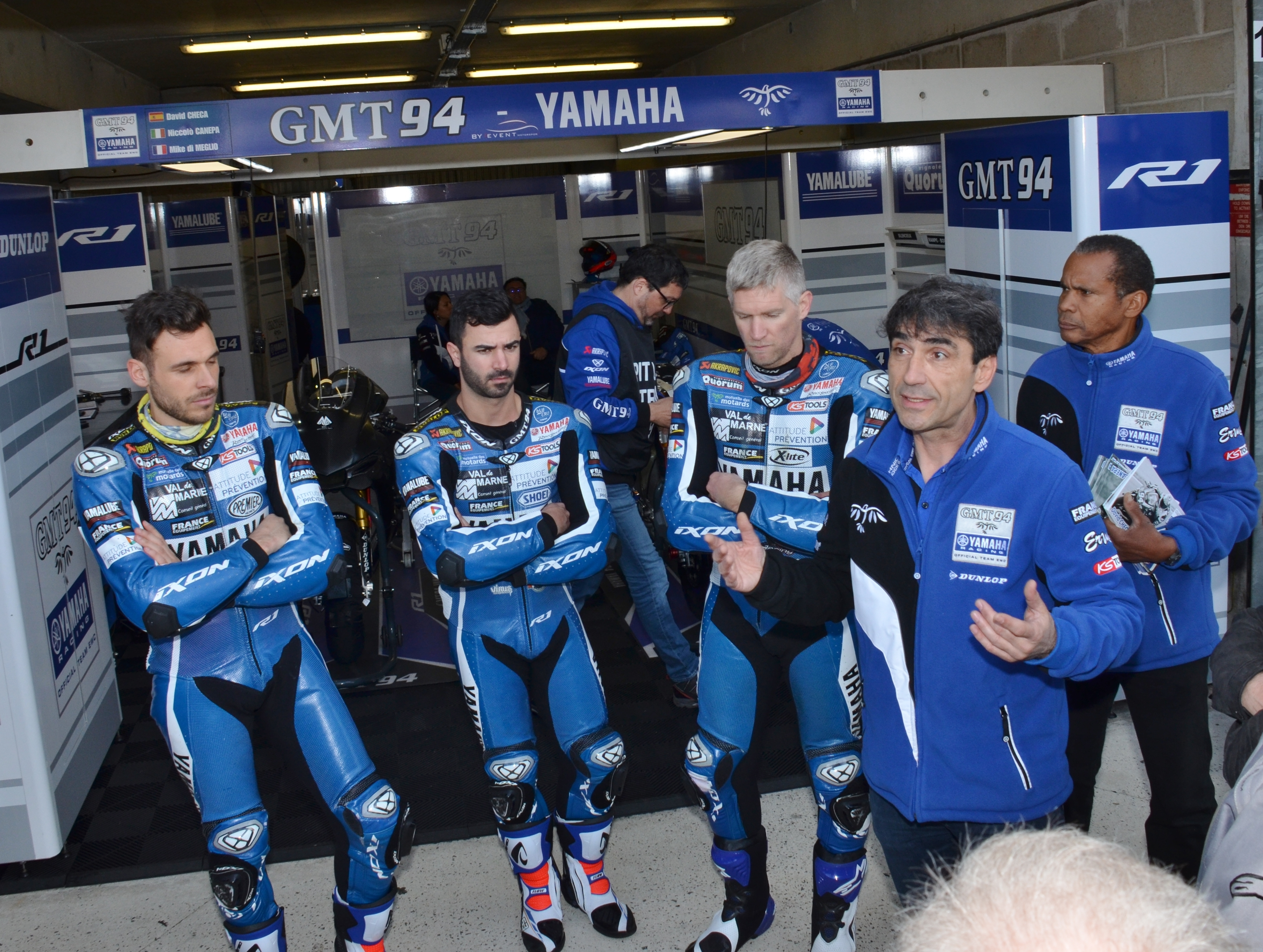
L'équipe du GMT94 aux 24 H du Mans 2017. Niccolò Canepa, Mike Di Meglio, Checa et Christophe Guyot

Toujours avec le team GMT94, il remporte le championnat du monde d'endurance 2014 aux côtés de Mathieu Gines et Kenny Foray, sacrés lors de la dernière épreuve des 24 heures moto au Mans sur le circuit Bugatti, ainsi que la saison 2016-2017 associé à Niccolò Canepa, Mike Di Meglio et Lucas Mahias.
Il est de nouveau sacré champion du monde d'endurance en 2018-2019 cette fois au sein du Team SRC Kawasaki France avec Jérémy Guarnoni, Erwan Nigon et Randy de Puniet. 

## Palmarès
- 1998 4e du championnat d’Europe Supersport.
- 1999 Pilote d’essai Ducati et Pirelli en championnat du monde Supersport
- 2000 19e du championnat du monde 250 cm3
- 2001 17e du championnat du monde 250 cm3
- 2002 13e du championnat du monde 250 cm3
- 2003 Victoire aux 24 Heures d’Oschersleben, 2e aux 24 Heures de Barcelone (Espagne), 3e du Bol d’or, 3e du championnat du monde d’endurance
- 2004 Champion du monde d’endurance, Pole position aux 24 Heures du Mans, Victoire aux 24 Heures d’Oschersleben (Allemagne), Victoire aux 6 Heures de Zhuhaï (Chine), 2e des 12 Heures d’Albacete (Espagne), 2e des 500 km d’Assen (Hollande), 2e des 200 miles de Vallelunga (Italie), 3e des 8 Heures de Suzuka, 2e des 24 Heures du Mans
- 2005 Victoire aux 24 Heures du Mans, Pole position aux 24 Heures du Mans, 4 podiums en 4 courses disputées en championnat de France, Victoire à Albi pour la finale du championnat de France, 2e du Bol d’Or, 3 fois en superpôle lors de ses 3 participations en championnat du monde Superbike, 6 fois dans les points lors des 6 manches disputées en championnat du monde Superbike, 13e en MotoGP pour le Grand Prix de Barcelone
- 2006 Pole positions aux 24 heures du Mans, 3e des 24 Heures du Mans, 11e du mondial 600 Supersport
- 2007 Vainqueur du Bol d'Or, 12e du mondial 600 Supersport

- 2008 28e du mondial Superbike
- 2009 28e du mondial

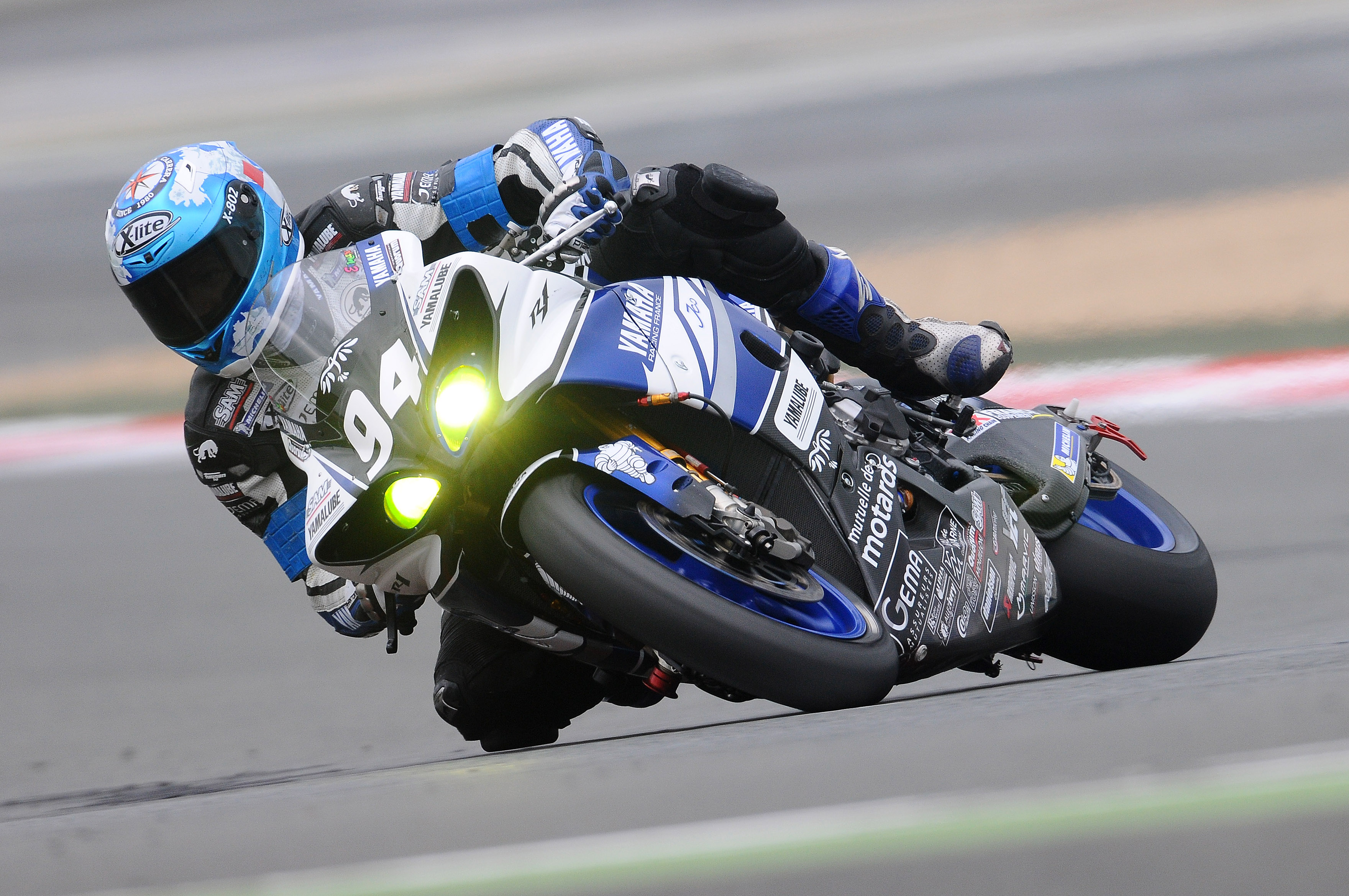
David Checa en tests Superbike à Valence en 2008.

- 2014 Champion du monde d'endurance
- 2015 vainqueur des 8 h d'Oscherleben
- 2016 champion de France Superbike, vainqueur des 12 heures de Portimão et des 8h d'Oschersleben, vice-champion du monde d'endurance
- 2017 Champion du monde d'endurance et 1er aux 24 heures du Mans Motos avec Di Meglio et Niccolo Canepa
- 2017 1er aux 8 heures d'Oschersleben avec Niccolò Canepa et Mike Di Meglio
- 2019 Champion du monde d'endurance et victoire aux 24 Heures du Mans

## Carrière en championnat du monde d'endurance moto
| Saison  | Moto                         | Équipe               | Courses | Victoires | Podiums | Poles | MT | Pts.  | Pos. |
| ------- | ---------------------------- | -------------------- | ------- | --------- | ------- | ----- | -- | ----- | ---- |
| 2011    | Yamaha France-GMT94 Ipone    | Yamaha YZF-R1        | 5       | 1         | 1       |       |    | 76    | 4e   |
| 2012    | Yamaha Racing-GMT94 Michelin | Yamaha YZF-R1        | 5       | 0         | 2       |       |    | 98    | 3e   |
| 2013    | Yamaha Racing-GMT94          | Yamaha YZF-R1        | 4       | 0         | 1       |       |    | 88    | 2e   |
| 2014    | Yamaha Racing-GMT94 Michelin | Yamaha YZF-R1        | 4       | 0         | 3       | 0     | 0  | 141   | 1er  |
| 2015    | Yamaha Racing-GMT94          | Yamaha YZF-R1        | 4       | 1         | 2       | 0     | 0  | 132   | 4e   |
| 2016    | Yamaha Racing-GMT94          | Yamaha YZF-R1        | 3       | 2         | 2       | 0     | 0  | 87    | 6e   |
| 2016–17 | Yamaha Racing-GMT94          | Yamaha YZF-R1        | 5       | 3         | 3       | 1     | 1  | 146   | 1er  |
| 2017–18 | Yamaha Racing-GMT94          | Yamaha YZF-R1        | 5       | 1         | 3       | 1     | 0  | 158.5 | 2e   |
| 2018–19 | SRC Kawasaki France          | Kawasaki ZX-10R      | 5       | 1         | 2       |       |    | 145.5 | 1er  |
| 2019–20 | SRC Kawasaki France          | Kawasaki ZX-10R      | 4       | 0         | 1       |       |    | 112   | 7e   |
| 2021    | Webike SRC Kawasaki France   | Kawasaki ZX-10R      | 4       | 0         | 2       | 0     | 0  | 115.5 | 3e   |
| 2022    | ERC Endurance Ducati         | Ducati Panigale V4 R | 3       | 0         | 0       | 0     | 0  | 74.5  | 13e  |
| 2023 *  | ERC Endurance Ducati         | Ducati Panigale V4 R | 1       | 0         | 0       | 0     | 0  | 38 *  | 4e * |
| Total   | 2011 - Aujourd'hui           | 2011 - Aujourd'hui   | 52      | 9         | 22      | 2     | 1  | 1412  |      |

*Saison en cours